# Tagadi
Tagadi är en ort i Estland. Den ligger i Saku kommun och landskapet Harjumaa, i den västra delen av landet, 24 km söder om huvudstaden Tallinn. Tagadi ligger 58 meter över havet och antalet invånare är 188.
Terrängen runt Tagadi är platt. Runt Tagadi är det glesbefolkat, med 10 invånare per kvadratkilometer. Närmaste större samhälle är Kohila, 5,7 km söder om Tagadi. I omgivningarna runt Tagadi växer i huvudsak blandskog.